# دیستراکسیون (لا گواخیرا)
دیستراکسیون (انگلیسی: Distracción, La Guajira) نام شهری در کشور کلمبیا است.